# بايبر ماريو: ذا ثاوزند-يير دور
بايبر ماريو: ذا ثاوزند-يير دور (بالإنجليزية: Paper Mario: The Thousand-Year Door)‏ هي لعبة فيديو تقمص الأدوار طوِّرَت عام 2004 من قبل إنتيليجنت سيستمز ونشرتها نينتندو لنظام نينتندو غيم كيوب. ذا ثاوزند-يير دور هي اللعبة الثانية في سلسلة بايبر ماريو بعد بايبر ماريو، وهي جزء من امتياز ماريو الأكبر. في اللعبة، عندما يشارك ماريو والأميرة بيتش في البحث عن بوابة غامضة تمتلك ثروة كبيرة، تُختَطَف بيتش من قبل مجموعة غريبة تسمى إكس-ناتس؛ يبدأ ماريو في العثور على الكنز وإنقاذ الأميرة.
تستعير لعبة ذا ثاوزند-يير دور العديد من عناصر اللعب من سابقتها، مثل أسلوب الرسم ونظام المعركة القائم على الأدوار مع التركيز على توقيت الحركات بشكل صحيح. بالنسبة لغالبية اللعبة، يتحكم اللاعب في ماريو، على الرغم من إمكانية لعب باوزر والأميرة بيتش في أماكن معينة. أُعلِنَت اللعبة في مؤتمر مطوري الألعاب 2003 وصُدِرَت في منتصف يوليو 2004 في اليابان وأواخر عام 2004 لبقية العالم.
أشاد النقاد باللعبة، وأشادوا عمومًا بمؤامراتها وطريقة لعبها الجذابة. فازت ذا ثاوزند-يير دور بجائزة «لعبة تقمص الأدوار للعام» في حفل توزيع جوائز الإنجاز التفاعلي لعام 2005، وتُطلق عليها عادةً أفضل لعبة في السلسلة. تبعت اللعبة لعبة سوبر بايبر ماريو، والتي صدرت لنظام وي في عام 2007.

## أسلوب اللعب

يطوى ماريو على شكل طائرة ورقية بفضل لعنة تشبه الورق ليتخطى فجوة كبيرة.

ذا ثاوزند-يير دور هي لعبة فيديو تقمص الأدوار مع عناصر أخرى غير تقليدية من ألعاب تقمص الأدوار. يتحكم اللاعب في نسخة ثنائية الأبعاد من ماريو ويستكشف مجموعة متنوعة من العوالم المصممة لتبدو وكأنها ورقة. في هذه الأماكن، يُكَلَّف ماريو باستعادة سبع نجوم كريستالية ويجب عليه أن يكمل الألغاز ويهزم الأعداء للمضي قدمًا.
في العالم العلوي، يمكن للاعب العثور على العناصر التي يمكن استخدامها في القتال وخارجه. تتراوح تأثيرات هذه العناصر من شفاء ماريو أو شريكه إلى إلحاق الضرر بالخصم. يمكن لماريو أيضًا شراء «شارات» من شخصيات غير قابلة للعب، أو العثور عليها مخبأة في البيئة، أو الحصول عليها أحيانًا من الأعداء المهزومين؛ تتطلب كل شارة قدرًا معينًا من نقاط شارة ماريو (BP) حتى تُجَهَّز. عندما تُجَهَّز، يمكن لهذه الشارات أن تعزز بشكل دائم مهارة أو جانب معين، أو في بعض الحالات، تمنح ماريو قدرات جديدة. طوال اللعبة، تُضاف سبعة شخصيات بشكل دائم إلى مجموعة اللاعب؛ شخصية واحدة موجودة بجانب ماريو في أي وقت ويمكن تبديلها في أي وقت. كل شخصية لديها مهارة متخصصة، بعضها مطلوب لحل الألغاز. تشمل هذه المهارات تنشيط المفاتيح وإزالة الحواجز المادية. كما أن ماريو «يُلعن» بقدرات تسمح له بالطي في قارب أو طائرة ورقية؛ تُنَفَّذ عندما يقف على «لوحة تنشيط» خاصة. خلال الفترة الفاصلة بين فصول اللعبة، يتحكم اللاعب في بيتش في قلعة إكس-نات وباوزر في مستويات متعددة للتمرير الجانبي بناءً على سوبر ماريو برذرز الأصلية.

### القتال

ماريو وغومبيلا في قتال ضد هوكتايل، أول زعيم في اللعبة. يتفاعل الجمهور الذي يشاهد المعركة عندما ينجح اللاعب في توجيه الهجمات.

على غرار سابقتها، فإن القتال في ذا ثاوزند-يير دور يتبع نظام قتال قائم على أساس الأدوار. عندما يتلامس ماريو مع عدو في العالم العلوي، تنتقل اللعبة إلى شاشة المعركة، تجري على خشبة المرحلة. يتحكم اللاعب في كل من ماريو وشريكه المحدد حاليًا، ويختار الإجراءات لكل منهما، والتي تشمل مهاجمة عدو، أو استخدام عنصر، أو مبادلة الشريك بآخر. يمكن تعزيز الهجوم والدفاع عن طريق تنفيذ ضغطات زر موقوتة. على سبيل المثال، الضغط على الزر عندما يقفز ماريو على عدو يجعله يقفز عليه مرة ثانية. يتمتع الأعداء بمزايا بناءً على موقعهم في المرحلة أو على صفاتهم. يمكن لبعض هجمات اللاعبين، مثل مطرقة ماريو، استهداف الأعداء على الأرض فقط، والأعداء ذوو الرؤوس المسننة سوف يدمرون ماريو بدلاً من ذلك إذا قفز عليهم.
كل شخصية لها نقاط قلب التي تتناقص في كل مرة يُهَاجَم فيها من قبل العدو. عندما تصبح نقاط قلب الشريك 0، يصبح الشريك غير نشط ولا يمكن استخدامه حتى يعاد إحيائه. إذا انخضت نقاط قلب ماريو إلى 0، فإن اللعبة تنتهي ويجب على اللاعب البدء مرة أخرى من آخر نقطة محفوظة. تتطلب الهجمات الأقوى نقاط زهرة لتنفيذها ومشاركتها بين ماريو وشركائه. الهجمات الخاصة، التي تُفتَح في كل مرة يكتسب فيها اللاعب نجمة كريستالية، تكون أكثر قوة وتتطلب كميات متفاوتة من طاقة النجم لتنفيذها. إذا ربح اللاعب المعركة، يمنح اللاعب نقاط نجم؛ لكل 100 نقطة نجم، يرتفع مستوى اللاعب ويختار زيادة الحد الأقصى من نقاط القلب أو نقاط الزهرة أو نقاط الشارة.
أيضًا أثناء المعركة، سيتفاعل الجمهور المتفرج مع مدى جودة أداء اللاعب. إذا كان أداء اللاعب جيدًا، فإن هتافات الجمهور ستجدد طاقة النجم. على العكس من ذلك، قد يرمي الجمهور عناصر مسببة للضرر للاعب أو يغادر إذا كان أداء اللاعب ضعيفًا في معركة. يبدأ الجمهور بحجم أقصى يبلغ 50 ويمكن أن ينمو حتى 200 كلما ارتفع مستوى اللاعب أثناء اللعبة.

## الحبكة
تقع أحداث ذا ثاوزند-يير دور في مملكة الفطر. تعتبر مدينة روغبورت بمثابة العالم المحوري، حيث تتصل بجميع المواقع الأخرى في اللعبة. تنقسم القصة إلى ثمانية فصول ومقدمة، كل منها يحدث في المقام الأول في واحدة من المجالات الفريدة. صُمِمَ كل موقع من المواقع الرئيسية حول موضوع معين؛ على سبيل المثال مدينة غليتزفيل، وهي مدينة عائمة معروفة بساحة القتال. يتراوح الأعداء وسكان البلدة في اللعبة من شخصيات ماريو المتكررة، مثل بوو، إلى الشخصيات الحصرية للعبة، مثل إكس-ناتس.

### الشخصيات
تحتوي ذا ثاوزند-يير دور على عدة شخصيات، معظمها غير قابل للعب. يعتمد التقدم في اللعبة أحيانًا على التفاعل مع الشخصيات من غير اللاعبين، على الرغم من استخدام العديد منها في المهام الجانبية الصغيرة المختلفة للعبة. على وجه الخصوص، يجب زيارة البروفيسور غومبا فرانكلي، الذي يعرف أكثر عن الألغاز المتعلقة بمدينة روغبورت، في كل مرة يستعيد ماريو فيها نجمة كريستالية. تستمر اللعبة في تقليد بايبر ماريو، حيث يمكن أن يكون ماريو مصحوبًا بشخصية مساعدة واحدة في وقت محدد. هناك سبعة أعضاء في الحزب في المجموع: غومبيلا الغومبا، كوبس الكوبا، مدام فلوري روح الريح، يوشي الذي سُمِيََ من قبل اللاعب، فيفيان الشادو سيرين، الأدميرال بوببيري البوب-أومب، والاختيارية مس ماوز الفأرة.
ماريو هو الشخصية الرئيسية في ذا ثاوزند-يير دور، على الرغم من أن القصة تدور أيضًا بين أجزاء حيث يلعب اللاعب لفترة وجيزة دور الأميرة بيتش وباوزر. أُنفقت معظم قصة بيتش على تفاعلها مع AI TEC للكمبيوتر الخاص بإكس-ناتس، والذي يقع في حب الأميرة بيتش على الرغم من عدم فهمه الكامل لمفهوم الحب. توافق الأميرة بيتش على تعليم TEC عن الحب مقابل القدرة على الاتصال بماريو عبر البريد الإلكتروني. يحاول خصم السلسلة باوزر جمع النجوم الكريستالية قبل أن يقوم ماريو بذلك بدلاً من معارضة ماريو مباشرة، على الرغم من أن محاولاته أصبحت في الغالب ارتياحًا كوميديًا.

### القصة
تبدأ اللعبة بمقدمة عن مدينة ساحلية دمرتها كارثة وبالتالي غرقت في أعماق الأرض. بُنِيَت مدينة روغبورت في وقت لاحق في هذا الموقع، مع وجود ثروات المملكة المفقودة خلف باب الألف عام الذي يحمل اسمًا، والذي يقع في أنقاض المدينة القديمة. أرسلت بيتش بالبريد إلى ماريو خريطة كنز سحرية كانت قد اشترتها في روغبورت، تطلب منه المجيء. قبل وصول ماريو، قُبِضَ عليها من قبل إكس-ناتس، بقيادة غرودوس، الذي كان ينوي الحصول على الخريطة. بمساعدة غومبيلا والبروفيسور فرانكلي، يتعلم ماريو أن الخريطة يمكن أن تكشف عن موقع النجوم الكريستالية الأسطورية السبعة المطلوبة لفتح باب الألف عام. ثم انطلق ماريو وجمع كل النجوم الكريستالية واكتساب شركاء جدد في الطريق.
في هذه الأثناء، احتجزت بيتش في قاعدة إكس-ناتس على القمر. تتعلم تدريجياً عن خطة إكس-ناتس، وترسل بالبريد الإلكتروني النتائج التي توصلت إليها إلى ماريو. «الكنز» هو ملكة الظل النائمة، والديمون هو المسؤول عن الكارثة القديمة. يعتزم غرودوس إحياء ملكة الظل باستخدام جسد بيتش كسفينة جديدة، معتقدًا أنه يمكنه السيطرة عليها وقهر العالم. تزال بيتش من قاعدتهم قبل وصول ماريو. يفتح ماريو باب الألف عام بالنجوم الكريستالية ولكنه غير قادر على منع امتلاك ملكة الظل لبيتش. بمساعدة النجوم الكريستالية، يهزم ماريو ويطرد ملكة الظل. تنتهي اللعبة مع عودة ماريو وبيتش إلى المنزل معًا.

## التطوير والإصدار
كشفت نينتندو عن ذا ثاوزند-يير دور في مؤتمر مطوري الألعاب لعام 2003. قبل إصدارها، أُكِدَ أن اللعبة هي تكملة مباشرة للعبة بايبر ماريو من نينتندو 64 وكانت تُعرف مبدئيًا باسم ماريو ستوري 2 في اليابان وبايبر ماريو 2 في أمريكا الشمالية. كانت معاينة اللعبة متاحة في معرض الترفيه الإلكتروني 2004؛ تضمنت مرحلة قلعة هوكتايل ومرحلة باوزر الإضافية كمراحل قابلة للعب. صُدِرَت اللعبة في 11 أكتوبر 2004 في أمريكا الشمالية.
في عام 2008 ، رفعت شركة مورغان كريك برودكشنز دعوى قضائية ضد نينتندو زاعمة أنها استخدمت بشكل غير قانوني أغنية «يو سو كول» من فيلم ترو رومانس في إعلان عن اللعبة. أسقطت مورغان كريك القضية بعد ستة أيام، بعد أن كشفت نينتندو أن وكالة الإعلان ليو بورنيت يو إس أيه، لديها ترخيص للأغنية.

## التقييم
| التقييم |                                |
| --- | ------------------------------ |
| الدرجات الإجمالية المجموع نقاط غيم رانكينغز 88% (68 مراجعة) ميتاكريتيك 87/100 (55 مراجعة) نتائج المراجعة نشرة نقاط إلكترونك غيمينغ مونثلي 9/10 يورو غيمر 9/10 غيم إنفورمر 6.75/10 [ 19 ] غيم سبوت 9.2/10 آي جي إن 9.10 نينتندو لايف [ 20 ] نينتندو باور 4.6/5 [ 21 ] نينتندو ورلد ريبورت 8/10 [ 22 ] 9.5/10 (النسخة اليابانية) [ 23 ] |                                |
| الدرجات الإجمالية |                                |
| المجموع | نقاط                           |
| غيم رانكينغز | 88% (68 مراجعة)                |
| ميتاكريتيك | 87/100 (55 مراجعة)             |
| نتائج المراجعة |                                |
| نشرة | نقاط                           |
| إلكترونك غيمينغ مونثلي | 9/10                           |
| يورو غيمر | 9/10                           |
| غيم إنفورمر | 6.75/10                        |
| غيم سبوت | 9.2/10                         |
| آي جي إن | 9.10                           |
| نينتندو لايف | [ 20 ]                         |
| نينتندو باور | 4.6/5                          |
| نينتندو ورلد ريبورت | 8/10 9.5/10 (النسخة اليابانية) |

تلقت بايبر ماريو: ذا ثاوزند-يير دور إشادة من النقاد، حيث قيم مجمع المراجعة ميتاكريتيك اللعبة بـ87/100، وقيم مجمع المراجعة غيم رانكينغز اللعبة بـ88%. أشاد النقاد بشكل خاص بالحبكة: صرح غريغ كاسافين من غيم سبوت أن «كل فصل يوفر إثارة الاكتشاف.»،  بينما رحب توم برامويل من يورو غيمر بالقصة الغريبة مقارنة بألعاب تقمص الأدوار التقليدية، وعلق قائلاً «إنها شيء أقرب إلى البحث عن نيمو من فاينل فانتسي، وهو مجاملة للغاية.» كما استُقبِلَت شخصيات اللعبة بشكل جيد، حيث أثنى المراجعون على استخدام الشخصيات غير القابلة للعب والنصوص. على الرغم من ذلك، اشتكى بعض المراجعين من أن القصة تطورت ببطء في مراحل بداية اللعبة. صنف يورو غيمر الكمية الكبيرة من النص على أنها «حجر العثرة الوحيد» في اللعبة.
رحب المراجعون بواحدة من السمات الرئيسية لذا ثاوزند-يير دور، وهو استخدام أسلوب اللعب الميكانيكي القائم على الورق. عند الإشارة إلى الموضوع الورقي، علق 1أب قائلاً «إنه أسلوب متماسك وذكي يحول أسلوب اللعبة المرئي إلى أكثر من مجرد مظهر.» كما علق النقاد باستفاضة على نظام المعركة في اللعبة، والذي انحرف عن ألعاب تقمص الأدوار التقليدية. أشادت غيم سباي باستخدام التوقيت في نظام المعركة، قائلة إن «عناصر النشل هذه صممت لتكون ممتعة وجذابة، وقد نجحوا بشكل رائع في ذلك.» أشاد المراجعون أيضًا بمفهوم وجود جمهور لمكافأة ماريو أو توبيخه أثناء المعركة.
تلقت صور اللعبة ردود فعل متباينة من النقاد. استمتعت غيم سبوت بتقديم اللعبة، حيث كتبت أنها «تعرض مستوى من الفن البصري والبراعة التقنية يضاهيها أو يفوقها عدد قليل من ألعاب غيم كيوب الأخرى.» على العكس من ذلك، اشتكى المراجعون الآخرون من أن الرسومات لم تكن ترقية بصرية من سابقتها، بايبر ماريو. بالنسبة لاستخدام اللعبة للصوت، أعلنت آي جي إن أنها «موسيقى الألعاب في أنقى صورها»، لكنها شرعت في التساؤل عن عدم وجود التمثيل الصوتي في اللعبة القائمة على النص. علق آر بي غيمر أن الموسيقى «معظمها تُجرَى بشكل جيد للغاية»، لكن موسيقى المعركة المتكررة المتصورة كانت واحدة من أكبر عيوب اللعبة. فازت اللعبة بجائزة «لعبة تقمص الأدوار للعام» في حفل توزيع جوائز الإنجاز التفاعلي لعام 2005، ورُشِحَت لجوائز غيم سبوت لعام 2004 «أفضل قصة»، «أفضل رسومات فنية» و«أكثر لعبة مسلية». احتلت اللعبة المرتبة 56 في قائمة «أعظم 100 لعبة نينتندو» الصادرة من مجلة نينتندو الرسمية. صنفت مجلة إدج اللعبة في المرتبة 93 في قائمة «أفضل 100 لعبة فيديو في عام 2007».
في الأسبوع الأول من إصدارها في اليابان، كانت لعبة ذا ثاوزند-يير دور هي اللعبة الأكثر مبيعًا، حيث بيعت منها حوالي 159 ألف نسخة. شرعت في بيع 409 ألف نسخة في اليابان و1.23 مليون نسخة في أمريكا الشمالية. منذ ذلك الحين أُدرِجَت اللعبة في خط اختيار اللاعب.

### الميراث
يعتبر الكثيرون أن لعبة ذا ثاوزند-يير دور هي أفضل لعبة في سلسلة بايبر ماريو، وكذلك عندما بلغت السلسلة ذروتها. بدأت الألعاب اللاحقة التي ظهرت في السلسلة، بدءًا من عام 2007 مع سوبر بايبر ماريو، في تغيير التنسيق والنوع بعد كل إصدار لتلائم نطاق سلسلة ألعاب أكشن-مغامرات، عن طريق إزالة بعض عناصر ألعاب تقمص الأدوار وميزات أخرى، مثل القتال. غالبًا ما انتُقِدَ النهج الجديد من قبل النقاد، ويقارن معظم المراجعين اللعبة بلعبة ذا ثاوزند-يير دور لتسليط الضوء على ما كانت تفتقر إليه الألعاب. أعادت بايبر ماريو: ذا أوريغامي كينغ بعض العناصر الثانوية التي أُزيلَت من الألعاب التي سبقتها، مثل بايبر ماريو: ستيكر ستار، لكن معظم النقاد ما زالوا يسخرون من افتقار اللعبة إليها.

## الملاحظات
1. ↑  تُعرف في اليابان باسم: بايبر ماريو آر بي جي (بالإنجليزية: Paper Mario RPG‎؛ باليابانية: ペーパーマリオRPG؟).

## وصلات خارجية
- بايبر ماريو: ذا ثاوزند-يير دور على موقع IMDb (الإنجليزية)

- على موقع واي باك مشين (بالإنجليزية)